# Повля
Повля (хорв. Povlja) — населений пункт у Хорватії, у Сплітсько-Далматинській жупанії у складі громади Селця.

## Населення
Населення за даними перепису 2011 року становило 332 осіб.
Динаміка чисельності населення поселення:

## Клімат
Середня річна температура становить 16,23 °C, середня максимальна – 28,85 °C, а середня мінімальна – 4,04 °C. Середня річна кількість опадів – 817 мм.
| Клімат поселення                              | Клімат поселення | Клімат поселення | Клімат поселення | Клімат поселення | Клімат поселення | Клімат поселення | Клімат поселення | Клімат поселення | Клімат поселення | Клімат поселення | Клімат поселення | Клімат поселення | Клімат поселення |
| Показник                                      | Січ.             | Лют.             | Бер.             | Квіт.            | Трав.            | Черв.            | Лип.             | Серп.            | Вер.             | Жовт.            | Лист.            | Груд.            |                  |
| Середній максимум, °C                         | 12,69            | 12,25            | 14,63            | 17,93            | 23,07            | 26,90            | 28,85            | 28,76            | 24,30            | 19,95            | 15,56            | 13,22            |                  |
| Середня температура, °C                       | 8,57             | 8,15             | 10,53            | 13,83            | 18,96            | 22,78            | 25,73            | 25,65            | 21,19            | 16,84            | 12,45            | 10,10            |                  |
| Середній мінімум, °C                          | 4,47             | 4,04             | 6,42             | 9,71             | 14,83            | 18,68            | 22,62            | 22,55            | 18,09            | 13,73            | 9,33             | 6,99             |                  |
| Норма опадів, мм                              | 78               | 66               | 70               | 67               | 55               | 46               | 32               | 48               | 68               | 90               | 105              | 92               |                  |
| Середньомісячна швидкість вітру, м/с          | 3.25             | 3.55             | 3.69             | 3.31             | 2.90             | 2.66             | 2.71             | 2.52             | 2.83             | 2.95             | 3.68             | 3.66             |                  |
| Середньомісячна сонячна радіація, кДж/м²·день | 5618             | 8367             | 12083            | 16556            | 20488            | 23269            | 24999            | 21943            | 16258            | 10594            | 6137             | 4754             |                  |
| --------------------------------------------- | ---------------- | ---------------- | ---------------- | ---------------- | ---------------- | ---------------- | ---------------- | ---------------- | ---------------- | ---------------- | ---------------- | ---------------- | ---------------- |
| Джерело:                                      |                  |                  |                  |                  |                  |                  |                  |                  |                  |                  |                  |                  |                  |